# Eyes Set to Kill

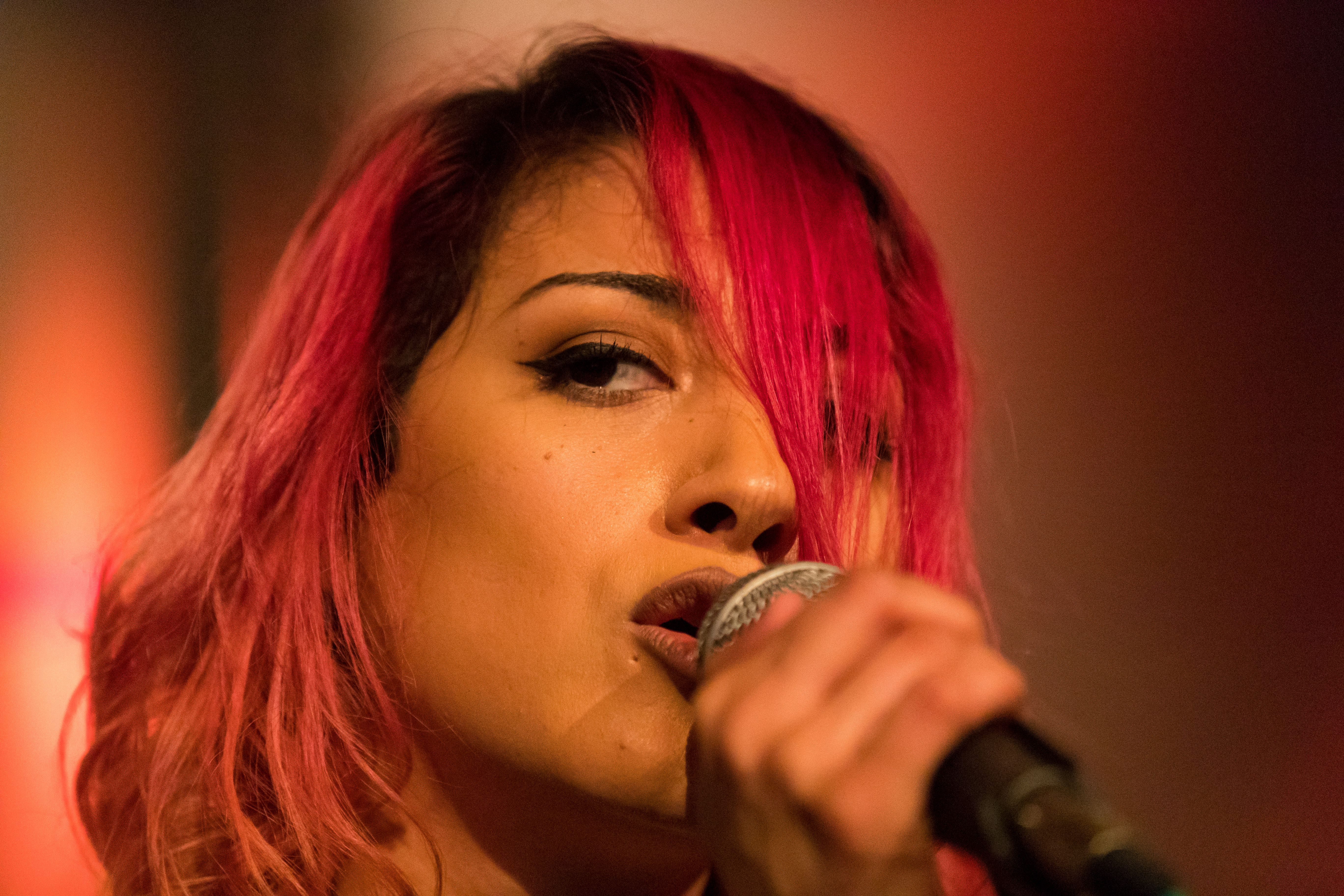
Eyes Set to Kill, live in Mannheim im März 2018

Eyes Set to Kill ist eine US-amerikanische Metalcore-Band aus Phoenix, Arizona. Der Bandname leitet sich aus einer Zeile eines Gedichts von Alexia Rodriguez ab, das sie auf der High School schrieb.

## Geschichte
Die Band wurde 2003 von den Schwestern Alexia (E-Gitarre, Keyboard) und Anissa Rodriguez (E-Bass) zusammen mit der Sängerin Lindsey Vogt gegründet. Im Jahr 2004 unterschrieb die Band einen Vertrag bei Breaksilence Recordings/Suburban Noize Records und veröffentlichte mit Reach (2008), The World Outside (2009) und Broken Frames (2010) drei Alben. Im Sommer 2007 verließ Lindsey Vogt die Band und begann ihr Solo-Projekt The Taro Sound, gründete dann jedoch die Band The Attraction. Nach Vogts Ausscheiden übernahm Alexia Rodriguez den Gesang. Die Bandbesetzung wechselte in der Folgezeit häufig.
Am 12. Oktober 2010 veröffentlichte Alexia Rodriguez unter dem Pseudonym Lexia ein Soloalbum mit dem Titel Underground Sounds. Das Album enthält neben neu geschriebenen Songs auch mehrere neu gespielte Songs von Eyes Set to Kill sowie ein Cover der britischen Rockband Radiohead: Climbing up the Walls.
Das Album White Lotus erschien am 9. August 2011 und war das erste Album, das auf den bandeigenen Label Forsee Records erschien. Die CD enthält zwei Akustik-Cover: Doll Parts von Hole, sowie Polly von Nirvana.

## Stil
Die Musik der Band besteht sowohl aus ruhigen, langsamen Passagen, als auch aus aggressiven, schnellen. Weitere Gegensätze dabei sind sanfter, klar gesungener Frauengesang und der gutturale, aggressive Gesang einer Männerstimme. Einflüsse von Bands wie Atreyu und Avenged Sevenfold sind dabei deutlich hörbar. Eyes Set to Kill wird meist dem Post-Hardcore zugerechnet, aufgrund des Wechselspiels zwischen harten und ruhigen Passagen häufig aber auch dem Screamo oder Emocore. Teilweise ordnet man die Musik auch dem Alternative Metal zu.

## Diskografie
- 2006: When Silence Is Broken, the Night Is Torn (EP, Eigenveröffentlichung)
- 2008: Reach (Album, Breaksilence Recordings / Suburban Noize Records)
- 2009: The World Outside (Album, Breaksilence Recordings / Suburban Noize Records)
- 2010: Broken Frames (Album, Breaksilence Recordings / Suburban Noize Records)
- 2011: White Lotus (Album, Forsee Records / Maphia Entertainment)
- 2013: Masks (Album, Century Media / Universal Music)
- 2018: Eyes Set to Kill (Album, Century Media / Universal Music)
- 2021: Damna (Album, Century Media / Universal Music)